# لجنة الأمم المتحدة لفلسطين
تم إنشاء لجنة الأمم المتحدة لفلسطين بموجب قرار الأمم المتحدة رقم 181. كانت مسؤولية اللجنة تنفيذ خطة الأمم المتحدة لتقسيم فلسطين والعمل كحكومة مؤقتة لفلسطين،  وأدى رفض الحكومة البريطانية وحرب التطهير العرقي لفلسطين 1947–48 لفرض مخطط لم يكن مقبولاً ومنع اللجنة من الوفاء بمسؤولياتها.

## أسباب إنشاء لجنة فلسطين
في 15 مايو 1948 كانت فلسطين كيانًا قانونيًا يُدار تحت ولاية الأمم المتحدة بتفويض من الملكة البريطانية، لكنها لم تكن دولة مستقلة ولم تكن ذاتية الحكم، ومع ذلك كان يجب تغيير السلطة المسؤولة عن إدارة فلسطين عند إنهاء الانتداب البريطاني.
لم يكن الدور المخصص للمملكة المتحدة في تنفيذ المقترحات المطروحة في القرار الذي اتخذته اللجنة الفرعية المعنية بالقضية الفلسطينية بالأغلبية مُتوافقاً مع النوايا المعلنة لحكومة المملكة المتحدة. وبما أن السلطة المنتدبة تعتزم الانسحاب من فلسطين دون تحمل أي مسؤولية عن إقامة نظام جديد لا يحظى بموافقة عامة في فلسطين، فلن تكون هناك سلطة قائمة بشكل منتظم في المناطق التي سيتم إخلاؤها ما لم توصي الأمم المتحدة بطريقة يتم من خلالها يمكن سد الفجوة بشكل فعال.
للسماح بانتقال السلطة بشكل سلس بعد 15 مايو 1948، كان من المقرر أن تسلم بريطانيا السلطة بصفتها السلطة الانتدابية إلى لجنة الأمم المتحدة لفلسطين كحكومة مؤقتة لفلسطين، وكان من المقرر أن تكون لجنة الأمم المتحدة الهيئة القانونية لحكومة فلسطين والسلطة التي ستعقد معها سلطة الانتداب البريطاني اتفاقية بشأن نقل أصول حكومة فلسطين. وكانت أيضًا السلطة المسؤولة عن الإدارة الداخلية لفلسطين وشؤونها الخارجية، وكان عنوان حكومة فلسطين يستند إلى قرار من الجمعية العامة.

## مهام اللجنة
وصفت اللجنة مسؤولياتها على النحو التالي:
- ترتيب النقل التدريجي للسلطة الإدارية من السلطة الانتدابية إلى اللجنة وإنشاء مجالس حكومية مؤقتة.
- الإشراف على عمل مجالس الحكومة المؤقتة، بما في ذلك الحفاظ على النظام العام في الفترة الانتقالية التي تلي انتهاء الانتداب
- تعيين حدود الدولتين العربية واليهودية ومدينة القدس.
- ممارسة السيطرة السياسية والعسكرية على المليشيات المسلحة في كل من الدول المتوقعة، بما في ذلك اختيار قياداتها العليا.
- الأعمال التحضيرية المتعلقة بإنشاء الاتحاد الاقتصادي، بما في ذلك إنشاء اللجنة الاقتصادية التحضيرية والحفاظ على الخدمات الاقتصادية التي ستعنى بها في الفترة الانتقالية.
- المفاوضات حول تخصيص وتوزيع الأصول.
- الحفاظ على الإدارة والخدمات العامة الأساسية بعد إنهاء النظام الأساسي للأمم المتحدة لمدينة القدس.
- حفظ الإدارة والخدمات العامة الأساسية بعد إنهاء نظام الأمم المتحدة لمدينة القدس.
- حماية الأماكن المقدسة.

## أعضاء اللجنة
انعقد الاجتماع الأول في الساعة 11 صباحًا يوم 9 يناير 1948 في قاعة المجلس الاقتصادي والاجتماعي للأمم المتحدة في ليك سكسيس، نيويورك، وكان أعضاء الهيئة الخمسة هم:
- السيد كاريل ليسيكي (رئيس) من تشيكوسلوفاكيا
- السيد راؤول دييز دي ميدينا (نائب الرئيس) من بوليفيا
- السيد بير فيدرسبيل من الدنمارك
- الدكتور إدواردو مورغان من بنما
- السناتور فيسينتي ج. فرانسيسكو من الفلبين

## الاستعدادات لتشكيل الحكومة
لمدة خمسة أشهرتعرفت لجنة فلسطين على الشؤون العامة لحكومة فلسطين،  فيما يتعلق بالعملة والسكك الحديدية والطيران المدني لعام 1948،  وظلت على اطلاع على الأحداث في فلسطين من قبل حكومة المملكة المتحدة. وكانت لجنة فلسطين تتشاور مع الهيئات العامة في فلسطين بشأن تشكيل مجلس حكومة مؤقت، على الرغم من أن الخدمة البريدية يبدو أنها سبب التأخير في هذه العملية.
في 27 فبراير 1948 اعتمدت لجنة فلسطين البيان التالي بشأن استمرار توظيف موظفي الإدارة المنتدبة في فلسطين، وطلبت من سلطة الانتداب البريطاني نشر البيان أو توزيعه على جميع موظفي الحكومة الحالية في فلسطين:
«تدعو اللجنة الخاصة بفلسطين التابعة للأمم المتحدة، والتي تتحمل، وفقًا لقرار الجمعية العامة، المسؤولية عن إدارة فلسطين مباشرة بعد انتهاء الانتداب، جميع الموظفين الحاليين في إدارة فلسطين إلى مواصلة خدمتهم مع السلطة الخلف في فلسطين عند انتهاء الانتداب البريطاني. وتتبع اللجنة السياسة التي تفضي إلى الحفاظ على الخدمات بنفس الشروط والحقوق التي يتمتع بها الموظفون تحت الحكومة الانتدابية. وتطلب اللجنة من جميع الموظفين الحاليين في إدارة فلسطين إبلاغ الحكومة الانتدابية في أقرب وقت ممكن، لغرض الإبلاغ إلى اللجنة، ما إذا كانوا على استعداد للبقاء في خدمة السلطة الخلف في فلسطين على هذه الشروط.» 

## تشكيل الحكومة المؤقتة
في 12 مارس طلبت الحكومة البريطانية من لجنة فلسطين عدم دخول فلسطين حتى أسبوعين قبل انتهاء الانتداب. وفي 17 مارس تلقت لجنة فلسطين رسالة من اللجنة العبرية للتحرير الوطني تبلغها فيها بأنهم سينشئون مجلس حكومة مؤقت لجمهورية فلسطين العبرية بحلول شهر أبريل على الرغم من عدم وجود اللجنة في فلسطين.
في 26 أبريل 1948 تلقت اللجنة البريطانية رسالة من المملكة المتحدة تبلغها فيها بأنها متأخرة لعدم وجودها في فلسطين لاختيار الحكومة المؤقتة اليهودية في فلسطين.

## تأجيل عمل اللجنة
اعتمدت الجمعية العامة للأمم المتحدة قرارًا أعفى لجنة الأمم المتحدة لفلسطين من ممارسة المزيد من مسؤولياتها، وأنهت الجمعية ولايتها بشكل فعال في 14 مايو 1948. وفي اجتماعها الخامس والسبعين في 17 مايو أُجل عمل لجنة فلسطين إلى أجل غير مسمى.
قال الرئيس الدكتور كاريل ليسيكي «نحن نتفرق وضميرنا مرتاح. ليس لدينا خوف من حكم التاريخ»، وأضاف «في ضوء حقيقة أننا لا نستطيع قانونًا حل أنفسنا، سنموت في ظل الوهم القانوني الذي نواصله». وكان الرأي العام لأعضاء اللجنة أن قرار الجمعية العامة المؤرخ في 29 نوفمبر 1947 لا يزال ساريًا وأنه بالتالي لا يمكن حل اللجنة قانونيًا.

## أنظر أيضًا
- لجنة الأمم المتحدة للتوفيق بشأن فلسطين

## وصلات خارجية
- "قرار رقم 181 (الدورة 2) بتاريخ 29 تشرين الثاني (نوفمبر) 1947 - 29 تشرين الثاني 1947 (نص تاريخي)". الموسوعة التفاعلية للقضية الفلسطينية. مؤرشف من الأصل في 2023-05-12. اطلع عليه بتاريخ 2023-05-10.